# Аннаберг-Лунгёц
Аннаберг-Лунгёц (нем. Annaberg-Lungötz) — коммуна (нем. Gemeinde) в Австрии, в федеральной земле Зальцбург.
Входит в состав округа Халлайн.  Население составляет 2288 человек (на 31 декабря 2005 года). Занимает площадь 61,01 км². Официальный код  —  50 203.

## Политическая ситуация
Совет представителей коммуны (нем. Gemeinderat) состоит из 17 мест.
- АНП занимает 9 мест.
- СДПА занимает 7 мест.
- АПС занимает 1 место.